# Hvidøre Slot
Hvidøre, også kaldet Hvidøre Slot pga. sine engang kongelige ejere, er et bygningsværk beliggende på Strandvejen nord for København. Huset blev opført som et historicistisk landsted i årene 1871-72 af arkitekt Johan Schrøder for legationsråd Frederik Christian Bruun. Husets karakteristiske karyatider er udført af billedhuggeren Otto Evens. Murermester var J.W. Frohne. Hvidøre har siden 1937 været ejet af Novo Nordisk.

## Kongeligt ejerskab
Bygningen blev i 1906 erhvervet som sommerhus af Christian 9.'s døtre dronning Alexandra af Storbritannien og kejserinde Dagmar af Rusland. Ved overtagelsen i 1906 fik den aldrende Johan Schrøder til opgave at ombygge og opdatere huset til fyrstelig værdighed med tidens moderne bekvemmeligheder, centralvarme mm. Efter den russiske revolution residerede sidstnævnte på Hvidøre til sin død i 1928. Hun boede sammen med svigersønnen, oberst Nikolaj Kulikovsky, sin datter, storfyrstinde Olga og parrets to børn.

## Nyere historie
Efter kejserindens død købte Grevinde Musse Scheel (født Bruun) i 1928 sit barndomshjem tilbage, men allerede i 1937 blev stedet overtaget af Novo Industri. Novos direktør Thorvald Pedersen, der havde ladet Arne Jacobsen bygge sig en villa i nærheden, overvejede at rive slottet ned, men det blev i stedet besluttet at indrette Hvidøre som diabetikersanatorium.
Novo lod i 1980 arkitekterne Dissing + Weitling udvide bygningen i kælderplanet. Bygningen tjente indtil 1991[kilde mangler] som diabeteshospital og har siden 1989 været anvendt som internt kursuscenter for koncernen.
Neden for bygningen er anlagt en strandpark ved havearkitekt C.Th. Sørensen og med Povl Baumann som arkitekt for mur og pergola.

## Andre kilder
- Bolette Bramsen & Claus M. Smidt, Strandvejen her og nu. Bind 1, København: Politikens Forlag 2009, s. 94-97. ISBN 978-87-567-8818-2

55°46′17.7″N 12°35′39.9″Ø / 55.771583°N 12.594417°Ø